# امیردیزج
امیردیزج یکی از روستاهای استان آذربایجان شرقی است که در دهستان قبله‌داغی بخش حومه واقع شده‌است. نام این روستا به زبان محلی آلاکوزه می باشد . این روستا ۱۰۱۸ نفر جمعیت دارد.